# ديرمانيشت
ديرمانيشت هي بلدية تقع في إقليم أرجيش في رومانيا.